# Alcalá del Río
Alcalá del Río är en kommun i Spanien.   Den ligger i provinsen Provincia de Sevilla och regionen Andalusien, i den sydvästra delen av landet, 400 km sydväst om huvudstaden Madrid. Antalet invånare är 11 513. Arean är 82 kvadratkilometer. Alcalá del Río gränsar till La Algaba, Brenes, Guillena, La Rinconada, Castilblanco de los Arroyos, Burguillos och Villaverde del Río. 
Terrängen i Alcalá del Río är huvudsakligen platt, men norrut är den kuperad.